# Feldwebel
Feldwebel este un grad militar de subofițer (echivalent cu cel de plutonier) în Bundeswehr și în fostele forțe armate vorbitoare de limbă germană. 
În Armata Elvețiană acest grad este denumit feldweibel. 

## Germania

### Reichswehr și Wehrmacht
După Primul Război Mondial, în forțele armate germane Reichswehr și Wehrmacht, gradul de Feldwebel a fost divizat în următoarele grade:
- Feldwebel (comandant adjunct de pluton)
- Oberfeldwebel (comandant de pluton, înaintat uneori la gradul de Hauptfeldwebel)
- Stabsfeldwebel (rang rezervat special doar pentru voluntarii în vârstă de cel puțin 25 de ani.)

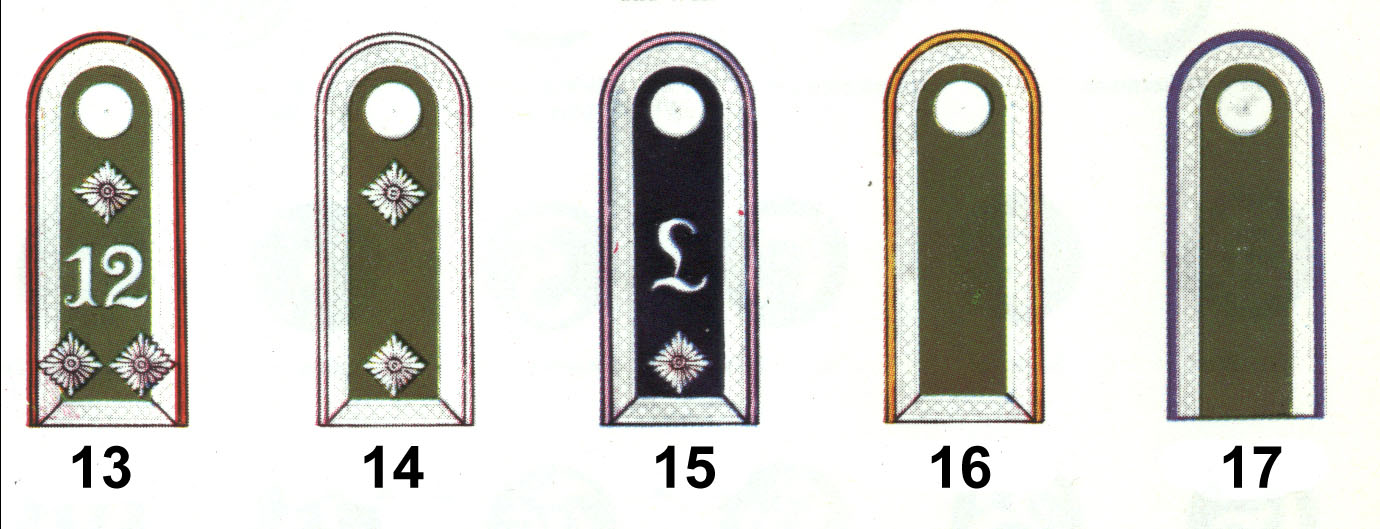
13-Stabsfeldwebel, 14-Oberfeldwebel, 15-Feldwebel, 16-Unterfeldwebel și 17-Unteroffizier

### Bundeswehr
În forțele militare moderne germane Bundeswehr, Feldwebel este considerat un grad superior de subofițer, datorită numărului mare de grade inferioare existente. 
Bundeswehr-ul are în prezent următoarele clase de subofițeri:
- Subofițeri de rang inferior (de: Unteroffiziere ohne Portepee) – Unteroffizier, Stabsunteroffizier (echivalent NATO OR 5a, 5c)
- Fähnrich: Fahnenjunker (OR 5b), Fähnrich (OR 6b) și Oberfähnrich (OR7) sunt grade acordate doar aspiranților la rangul de ofițer (OA)  (en: Officer candidate  sau Officer Designate)
- Portepeeunteroffizier (subofițeri de rang superior)

Secvența gradelor (de sus în jos) în acest grup particular (Unteroffiziere mit Portepee) este următoarea:
- OR-9: Oberstabsfeldwebel / Oberstabsbootsmann
- OR-8: Stabsfeldwebel / Stabsbootsmann
- OR-7: Hauptfeldwebel / Hauptbootsmann
- OR-6a: Oberfeldwebel / Oberbootsmann
- OR-6b: Feldwebel / Bootsmann

Observație
Abrevierea „OR” înseamnă "Other Ranks / fr: sous-officiers et militaires du rang / ru:другие ранги, кроме офицеров"!

## Austria
Feldwebel a fost un grad militar de infanterie în Armata Austro-Ungară (1867–1918). El este comparabil cu gradul de subofițer OR5 (echivalent NATO)/ sergent (în forțele armate din țările anglofone).

## Bulgaria
În Armata Bulgară, gradul de фелдфебел (pronunțat „feldfebel”) a existat de la sfârșitul secolului al XIX-lea până la sfârșitul anilor 1940, atunci când organizarea militară de tip german a fost înlocuită cu o nouă organizare de tip sovietic.